# Roquettes
Pour les articles homonymes, voir Roquette.
Roquettes est une commune française située dans le nord du département de la Haute-Garonne en région Occitanie.
Sur le plan historique et culturel, la commune est dans le Pays toulousain, qui s’étend autour de Toulouse le long de la vallée de la Garonne, bordé à l’ouest par les coteaux du Savès, à l’est par ceux du Lauragais et au sud par ceux de la vallée de l’ Ariège et du Volvestre. Exposée à un climat océanique altéré, elle est drainée par la Garonne, l'Ousse et par un autre cours d'eau. La commune possède un patrimoine naturel remarquable : un site Natura 2000 (« Garonne, Ariège, Hers, Salat, Pique et Neste »), un espace protégé (« la Garonne, l'Ariège, l'Hers Vif et le Salat ») et deux zones naturelles d'intérêt écologique, faunistique et floristique.
Roquettes est une commune urbaine qui compte 4 292 habitants en 2022, après avoir connu une forte hausse de la population depuis 1962. Elle est dans l'agglomération toulousaine et fait partie de l'aire d'attraction de Toulouse. Ses habitants sont appelés les Roquettois ou  Roquettoises.

## Géographie

### Localisation
La commune de Roquettes se trouve dans le département de la Haute-Garonne, en région Occitanie.
Elle se situe à 13 km à vol d'oiseau de Toulouse, préfecture du département, à 5 km de Muret, sous-préfecture, et à 4 km de Portet-sur-Garonne, bureau centralisateur du canton de Portet-sur-Garonne dont dépend la commune depuis 2015 pour les élections départementales.
La commune fait en outre partie du bassin de vie de Toulouse.
Les communes les plus proches sont : 
Roques (1,5 km), Pinsaguel (2,1 km), Pins-Justaret (2,5 km), Saubens (2,6 km), Villate (3,4 km), Villeneuve-Tolosane (3,4 km), Lacroix-Falgarde (3,5 km), Frouzins (3,9 km).
Sur le plan historique et culturel, Roquettes fait partie du pays toulousain, une ceinture de plaines fertiles entrecoupées de bosquets d'arbres, aux molles collines semées de fermes en briques roses, inéluctablement grignotée par l'urbanisme des banlieues.
Roquettes est limitrophe de quatre autres communes.
Les communes limitrophes sont  Pins-Justaret, Pinsaguel, Roques et Saubens.
| Roques La Garonne |           | Pinsaguel     |
|                   | Roquettes |               |
| Saubens           |           | Pins-Justaret |

### Géologie
La commune de Roquettes est établie sur la première terrasse de la Garonne Garonne et Ariège.

### Hydrographie

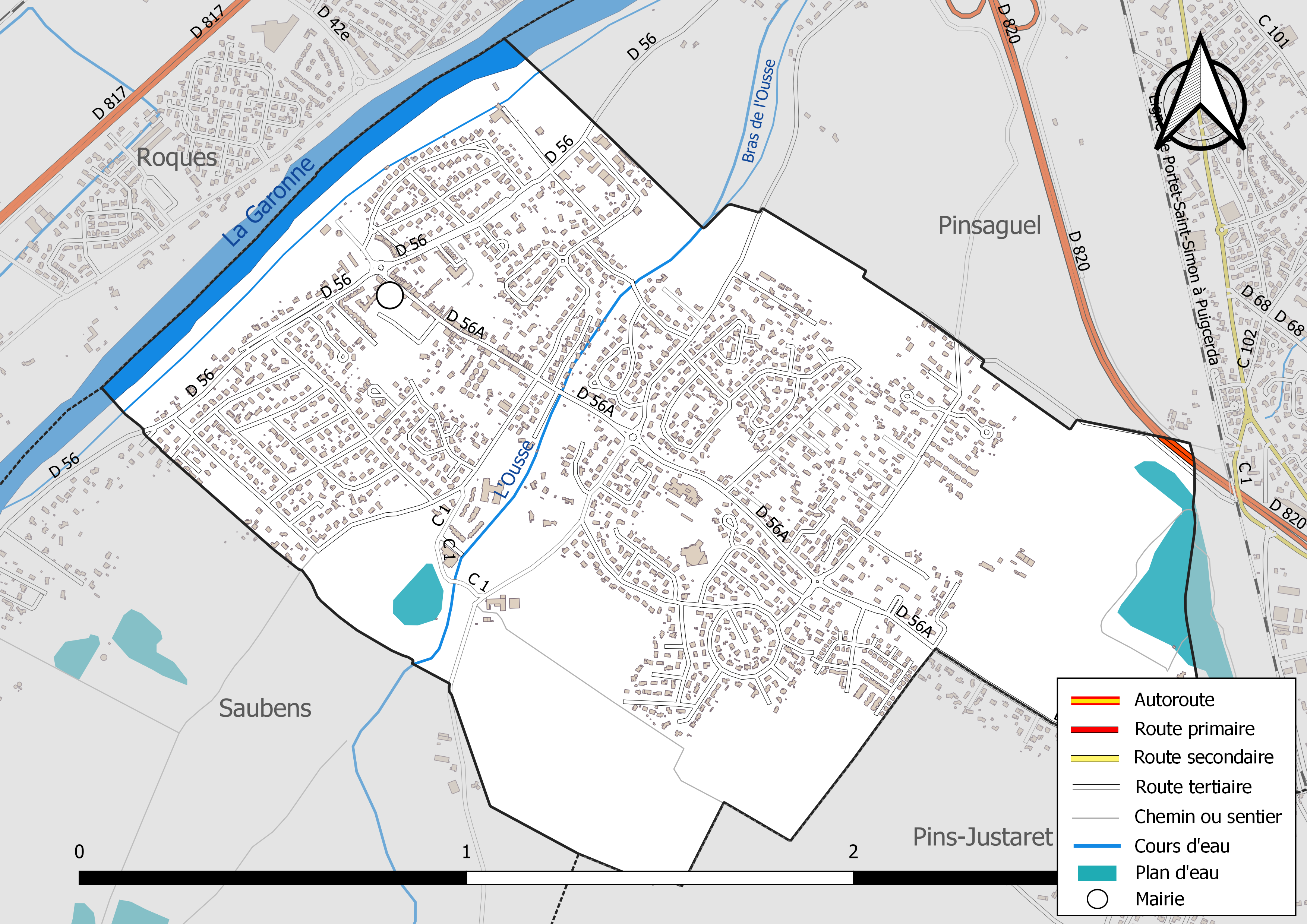
Réseaux hydrographique et routier de Roquettes.

La commune est dans le bassin de la Garonne, au sein du bassin hydrographique Adour-Garonne. Elle est drainée par la Garonne, l'Ousse et par un petit cours d'eau, constituant un réseau hydrographique de 3 km de longueur totale,.
La Garonne est un fleuve principalement français prenant sa source en Espagne et qui coule sur 529 km avant de se jeter dans l’océan Atlantique.

### Climat
Pour des articles plus généraux, voir Climat de l'Occitanie et Climat de la Haute-Garonne.
En 2010, le climat de la commune est de type climat du Bassin du Sud-Ouest, selon une étude s'appuyant sur une série de données couvrant la période 1971-2000. En 2020, Météo-France publie une typologie des climats de la France métropolitaine dans laquelle la commune est exposée à un climat océanique altéré et est dans la région climatique Aquitaine, Gascogne, caractérisée par une pluviométrie abondante au printemps, modérée en automne, un faible ensoleillement au printemps, un été chaud (19,5 °C), des vents faibles, des brouillards fréquents en automne et en hiver et des orages fréquents en été (15 à 20 jours).
Pour la période 1971-2000, la température annuelle moyenne est de 13,3 °C, avec une amplitude thermique annuelle de 15,9 °C. Le cumul annuel moyen de précipitations est de 677 mm, avec 8,9 jours de précipitations en janvier et 5,3 jours en juillet. Pour la période 1991-2020, la température moyenne annuelle observée sur la station météorologique la plus proche, située sur la commune de Cugnaux à 5 km à vol d'oiseau, est de 14,3 °C et le cumul annuel moyen de précipitations est de 635,7 mm,. Pour l'avenir, les paramètres climatiques de la commune estimés pour 2050 selon différents scénarios d'émission de gaz à effet de serre sont consultables sur un site dédié publié par Météo-France en novembre 2022.

### Milieux naturels et biodiversité

#### Espaces protégés
La protection réglementaire est le mode d’intervention le plus fort pour préserver des espaces naturels remarquables et leur biodiversité associée,.
Un  espace protégé est présent sur la commune : 
« la Garonne, l'Ariège, l'Hers Vif et le Salat », objet d'un arrêté de protection de biotope, d'une superficie de 1 658,7 ha.

#### Réseau Natura 2000

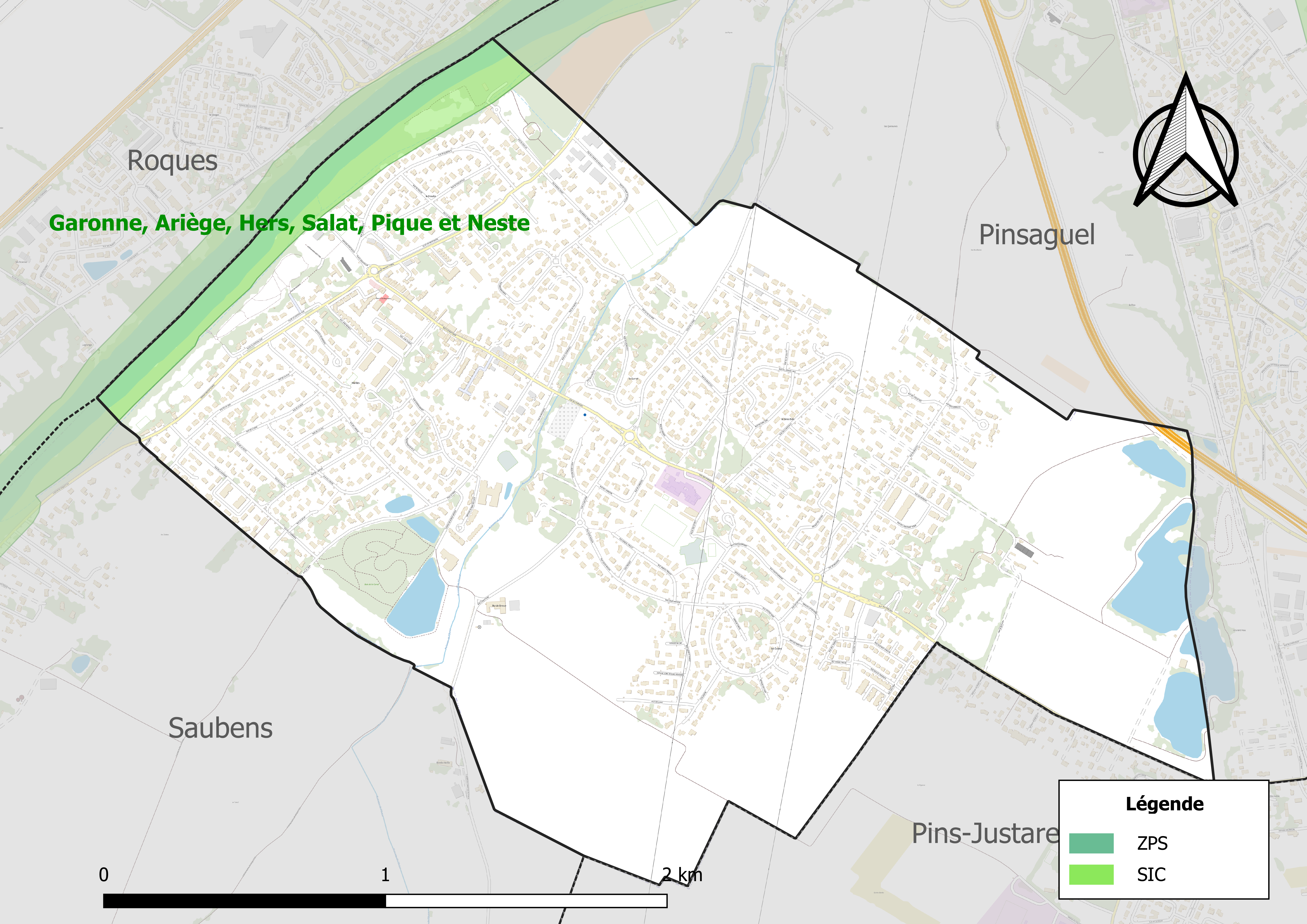
Site Natura 2000 sur le territoire communal.

Le réseau Natura 2000 est un réseau écologique européen de sites naturels d'intérêt écologique élaboré à partir des directives habitats et oiseaux, constitué de zones spéciales de conservation (ZSC) et de zones de protection spéciale (ZPS).
Un site Natura 2000 a été défini sur la commune au titre de la directive habitats : « Garonne, Ariège, Hers, Salat, Pique et Neste », d'une superficie de 9 581 ha, un réseau hydrographique pour les poissons migrateurs (zones de frayères actives et potentielles importantes pour le Saumon en particulier qui fait l'objet d'alevinages réguliers et dont des adultes atteignent déjà Foix sur l'Ariège.

#### Zones naturelles d'intérêt écologique, faunistique et floristique

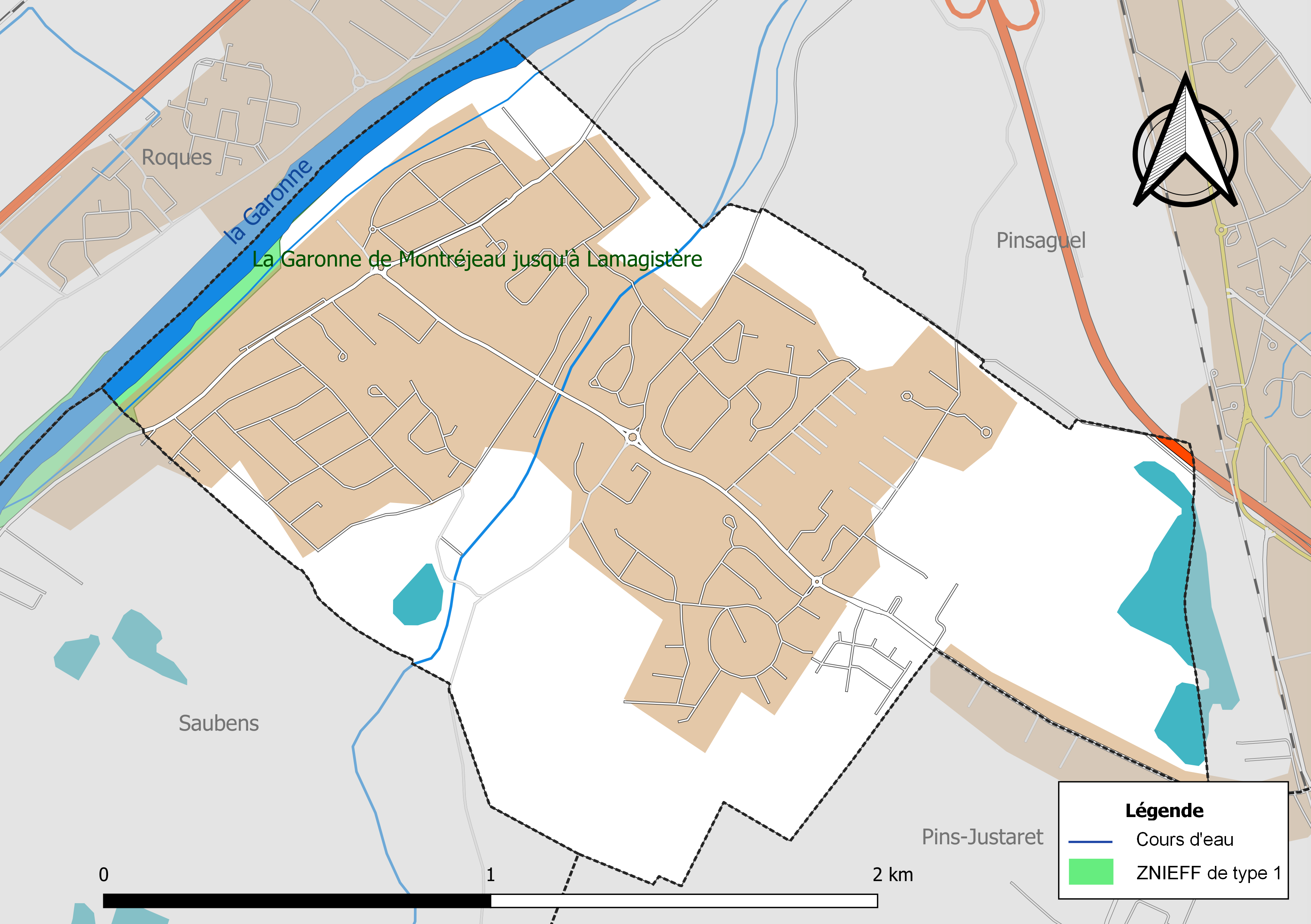
Carte de la ZNIEFF de type 1 localisée sur la commune.

L’inventaire des zones naturelles d'intérêt écologique, faunistique et floristique (ZNIEFF) a pour objectif de réaliser une couverture des zones les plus intéressantes sur le plan écologique, essentiellement dans la perspective d’améliorer la connaissance du patrimoine naturel national et de fournir aux différents décideurs un outil d’aide à la prise en compte de l’environnement dans l’aménagement du territoire.
Une ZNIEFF de type 1 est recensée sur la commune :
« la Garonne de Montréjeau jusqu'à Lamagistère » (5 075 ha), couvrant 92 communes dont 63 dans la Haute-Garonne, trois dans le Lot-et-Garonne et 26 dans le Tarn-et-Garonne et une ZNIEFF de type 2, : 
« la Garonne et milieux riverains, en aval de Montréjeau » (6 874 ha), couvrant 93 communes dont 64 dans la Haute-Garonne, trois dans le Lot-et-Garonne et 26 dans le Tarn-et-Garonne.

## Urbanisme

### Typologie
Au 1er janvier 2024, Roquettes est catégorisée ceinture urbaine, selon la nouvelle grille communale de densité à sept niveaux définie par l'Insee en 2022.
Elle appartient à l'unité urbaine de Toulouse, une agglomération inter-départementale regroupant 81  communes, dont elle est une commune de la banlieue,,. Par ailleurs la commune fait partie de l'aire d'attraction de Toulouse, dont elle est une commune de la couronne,. Cette aire, qui regroupe 527 communes, est catégorisée dans les aires de 700 000 habitants ou plus (hors Paris),.

### Occupation des sols

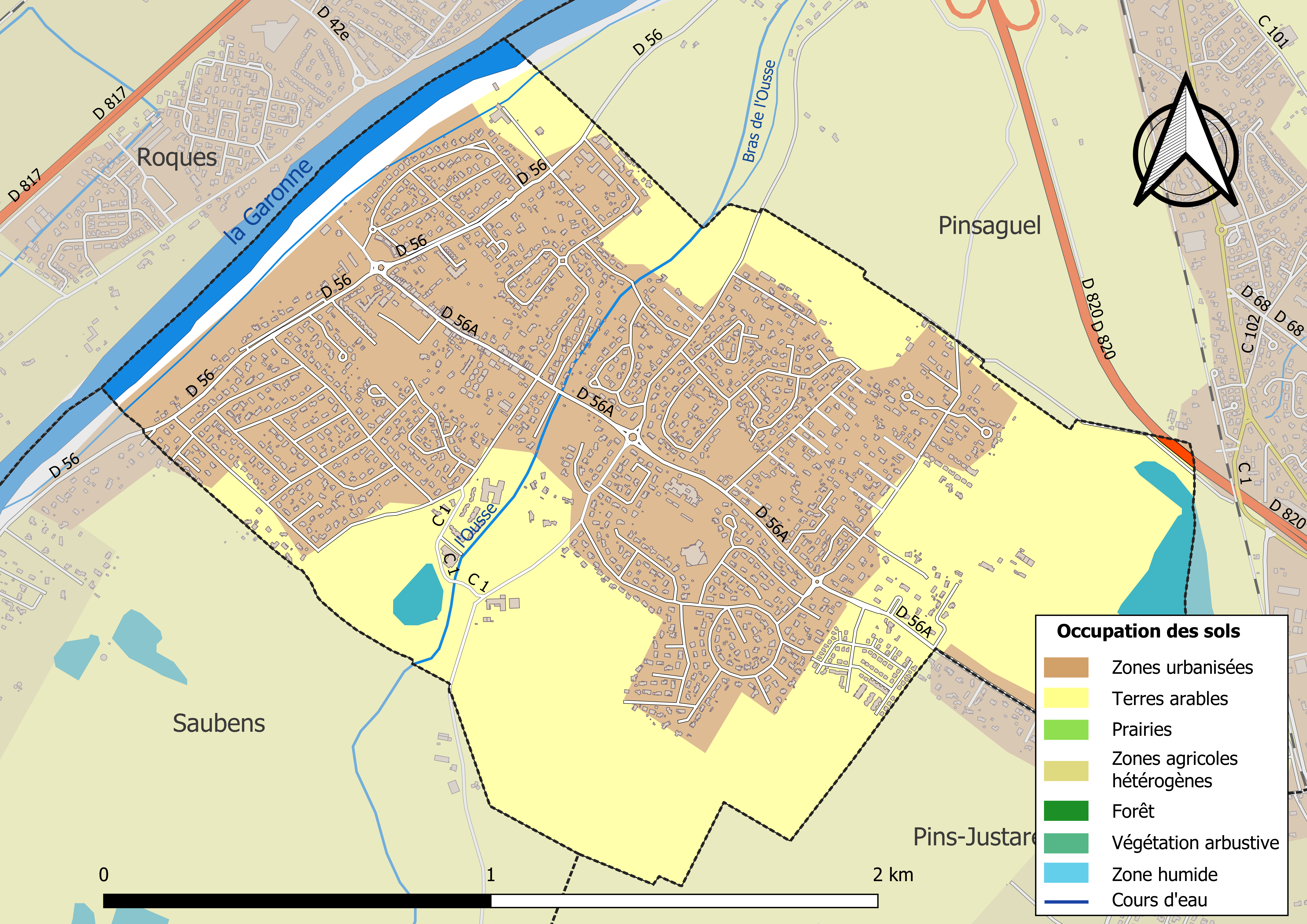
Carte des infrastructures et de l'occupation des sols de la commune en 2018 (CLC).

L'occupation des sols de la commune, telle qu'elle ressort de la base de données européenne d’occupation biophysique des sols Corine Land Cover (CLC), est marquée par l'importance des territoires artificialisés (53,7 % en 2018), en augmentation par rapport à 1990 (48,8 %). La répartition détaillée en 2018 est la suivante : 
zones urbanisées (53,7 %), terres arables (42,2 %), eaux continentales (4,1 %). L'évolution de l’occupation des sols de la commune et de ses infrastructures peut être observée sur les différentes représentations cartographiques du territoire : la carte de Cassini (XVIIIe siècle), la carte d'état-major (1820-1866) et les cartes ou photos aériennes de l'IGN pour la période actuelle (1950 à aujourd'hui).

### Voies de communication et transports

#### Voies de communication
Accès par la route départementale RD 820.

#### Transports
La ligne 317 du réseau Tisséo relie le centre de la commune à la gare de Portet-Saint-Simon ou à la gare de Muret, toutes deux desservies par la ligne D en direction de Toulouse-Matabiau.

### Risques majeurs
Le territoire de la commune de Roquettes est vulnérable à différents aléas naturels : météorologiques (tempête, orage, neige, grand froid, canicule ou sécheresse), inondations et séisme (sismicité très faible). Il est également exposé à un risque technologique, la rupture d'un barrage. Un site publié par le BRGM permet d'évaluer simplement et rapidement les risques d'un bien localisé soit par son adresse soit par le numéro de sa parcelle.

#### Risques naturels
Certaines parties du territoire communal sont susceptibles d’être affectées par le risque d’inondation par débordement de cours d'eau, notamment la Garonne. La commune a été reconnue en état de catastrophe naturelle au titre des dommages causés par les inondations et coulées de boue survenues en 1982, 1993, 1999, 2000 et 2009,.

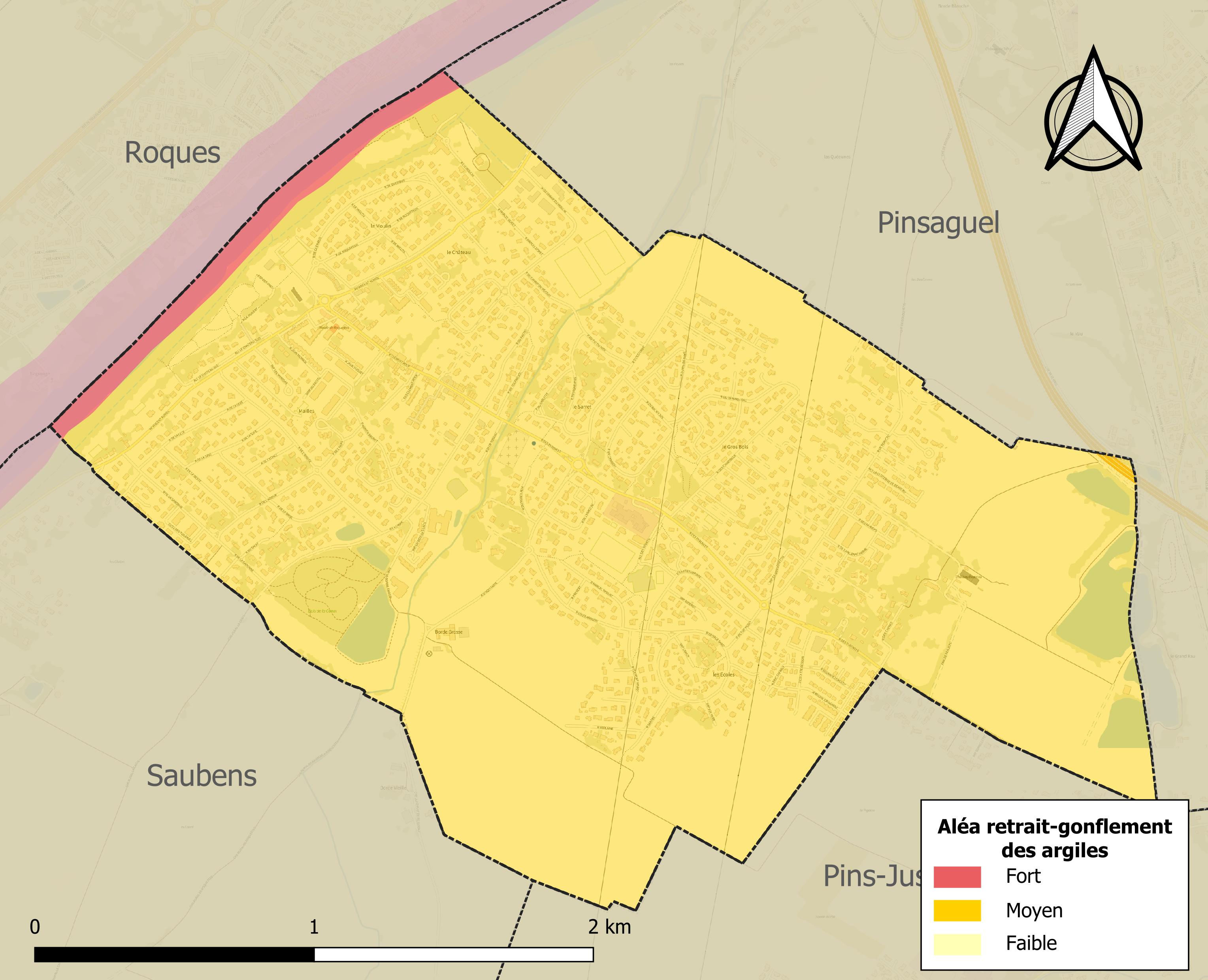
Carte des zones d'aléa retrait-gonflement des sols argileux de Roquettes.

Le retrait-gonflement des sols argileux est susceptible d'engendrer des dommages importants aux bâtiments en cas d’alternance de périodes de sécheresse et de pluie. La totalité de la commune est en aléa moyen ou fort (88,8 % au niveau départemental et 48,5 % au niveau national). Sur les 1 469 bâtiments dénombrés sur la commune en 2019, 1 469 sont en aléa moyen ou fort, soit 100 %, à comparer aux 98 % au niveau départemental et 54 % au niveau national. Une cartographie de l'exposition du territoire national au retrait gonflement des sols argileux est disponible sur le site du BRGM,.
Par ailleurs, afin de mieux appréhender le risque d’affaissement de terrain, l'inventaire national des cavités souterraines permet de localiser celles situées sur la commune.
Concernant les mouvements de terrains, la commune a été reconnue en état de catastrophe naturelle au titre des dommages causés par la sécheresse en 2003, 2016 et 2020 et par des mouvements de terrain en 1999.

#### Risques technologiques
La commune est en outre située en aval du barrage de Cap de Long sur la Neste de Couplan (département des Hautes-Pyrénées). À ce titre elle est susceptible d’être touchée par l’onde de submersion consécutive à la rupture de cet ouvrage.

## Histoire
À la fin du VIIe siècle, Clovis III donne à Germier, évêque de Toulouse, une propriété à Rozinhac entre Ox et Frouzins. Ce findus est à l’origine de la seigneurie de Muret qui s’étend au XIIe siècle jusqu’en amont du confluent à Roques. Le mariage de Bernard Ier de Comminges et de Dias de Muret en 1120 fait passer la seigneurie muretaine dans le comté de Comminges. Au XIVe siècle et au XVe siècle, la châtellenie de Muret est un ensemble administratif comprenant plusieurs communautés sur lesquelles le comte de Comminges possède des droits directs. Un inventaire datant de 1336 indique son étendue : elle englobe Muret, Saint-Amans, Labastide-de-Clermont, Roques, Labastidette, Rieumes et la métairie de Roquettes.
En 1534, Roquettes a un seigneur qui a nom Jean d'Olmières, peut-être Jean-Étienne d'Olmières, capitoul de Toulouse en 1503-1504, propriétaire de l'hôtel d'Olmières. Il possède une très large partie du terroir de la communauté, avec plusieurs métairies, au total 130 ha environ. La plupart des habitants travaillent sur le domaine du seigneur. On cultive surtout les céréales (80 ha), les vignes occupent 4 ha, les prés 6 ha, les bois 26 ha et les terres incultes 14 ha. Les vignes sont plantées d'arbres fruitiers, les prés de noyers. Les bois sont plantés de chênes. La friche la plus importante est une île sur la Garonne. Jean d'Olmières possède également une tuilerie, un moulin à blé, à deux roues et un autre moulin en « différend » avec Portet. Il a aussi un moulin à pastel, car on cultive le pastel à Roquettes depuis la fin du XVe siècle.
La date précise de l’édification du château est inconnue. Elle se situerait à la fin du XVIe siècle ou début du XVIIe siècle. Il est établi qu’en 1734 les Chartreux de Toulouse sont co-seigneurs de Roquettes. Cette communauté religieuse possède alors 145 arpents. À la Révolution française, les Chartreux sont propriétaires des métairies de Mailles, de Borde-Grosse et du Sarret ainsi que du moulin et d’un château au bord de la Garonne.
Durant le XIXe siècle, plusieurs familles toulousaines (Gavarret-Rouaix, d’Orgaix, Marestaing, Lauzun) se succèdent comme propriétaires du château, de Mailles et du Sarret. En 1901, la famille Paumès acquiert la métairie de Mailles et le château, qui est progressivement déserté.
En 1982, Étienne Paumès vend le château, alors très délabré à la commune de Roquettes, qui décide en 1986 de le réhabiliter. Dans le même temps, des recherches sont faites sur les origines de ce bâtiment et permettent d’avoir un aperçu du passé de la commune. Le centre socioculturel François Mitterrand est inauguré le 28 janvier 1989.

### Le retable de l'église Saint Bruno

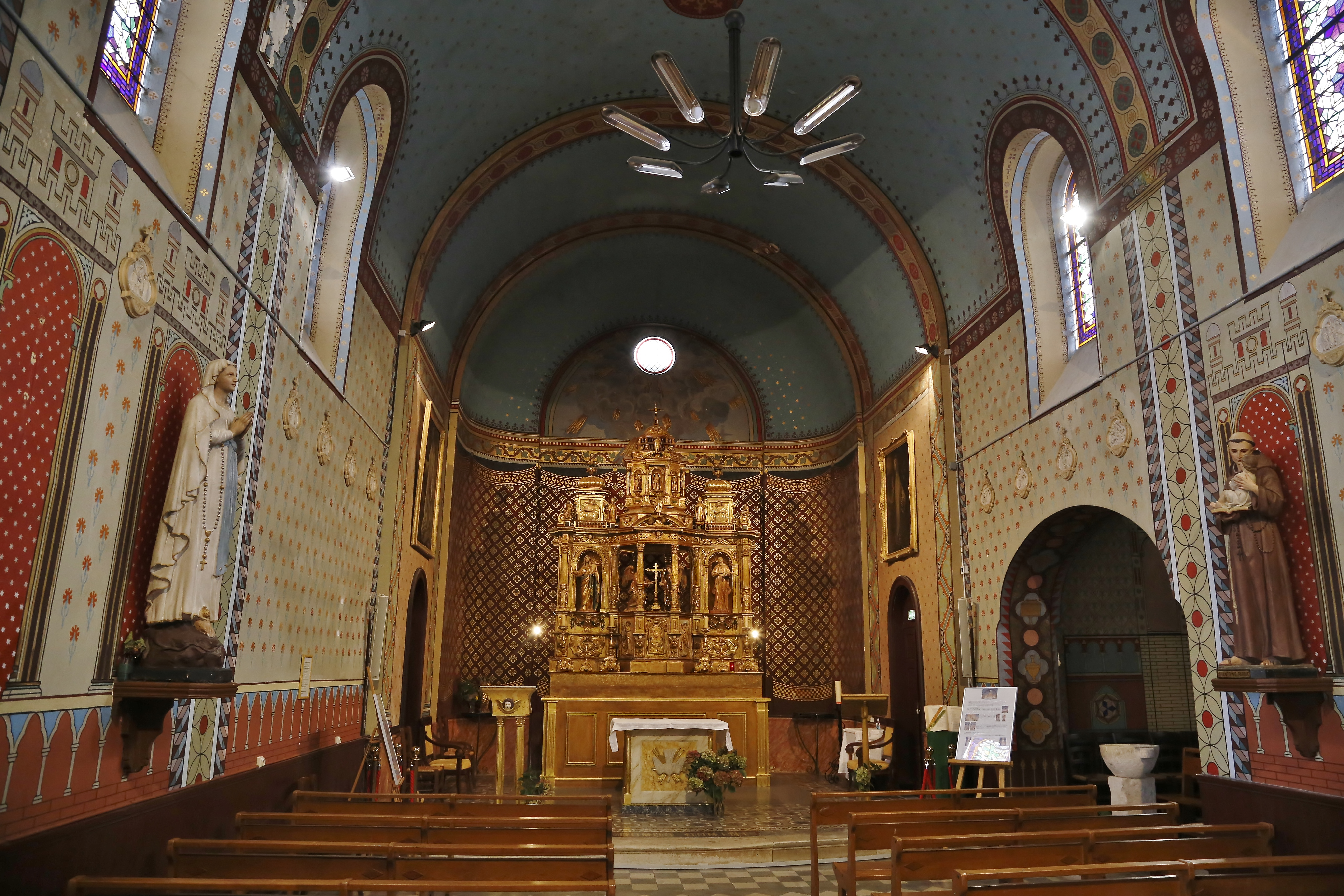
L'église Saint Bruno et son retable.

D'époque Louis XIII, le retable double face et le maître autel de l'église Saint Bruno, proviennent de l’église du couvent des chartreux de Toulouse, aujourd'hui église Saint Pierre, rue Valade, où il s’élevait à la croisée des deux nefs, sous le dôme. Il fut commandé par les pères Chartreux le 23 janvier 1611 sous le priorat de Jean de Revirie.
Il fut conçu et réalisé par Jacques de la Carrière, maître peintre de la ville de Toulouse « lequel a entrepris de faire pour la vénérable Chartreuse un tabernacle en bois de noyer de dix pans de hauteur et de six pans de largeur, avec huit faces d’ordre corinthien, huit colonnes avec frises, corniches et architraves. »
Le contrat fut passé et signé au domicile de Jean de Garra, bourgeois de Toulouse, donateur qui versa à ce moment la somme de 700 livres. Dans ce contrat, le peintre s’engageait à faire le tabernacle, et à peindre l’intérieur de la voûte, « le tout à la destrampe de belles et fines couleurs et doré à l’or fin ».
Le 5 août 1650, un bail à besogne indique que ce premier travail va être augmenté, doré et polychromé par Pierre Launet, maître doreur. Cette transformation le laissa tel que nous le voyons aujourd'hui. De style baroque, il fait appel aux ornements dorés, aux colonnades de type corinthien ornées de têtes d'ange. Les parois latérales sont percées de niches pour la statue de Saint Bruno à droite et la statue d'une Vierge à L'Enfant à gauche.
En 1780, il fut transporté à Roquettes par les pères Chartreux lors de la réfection du chœur de l'église Saint Pierre. Il a été  restauré en 1959. Le retable de Roquettes a été classé par arrêté du 8 mars 1924.
L'église Saint Bruno et le retable sont ouverts au public tous les ans à l'occasion des Journées du Patrimoine (septembre), grâce à l'action de l'Association Roquettoise Culture Environnement et Patrimoine (ARCEP).

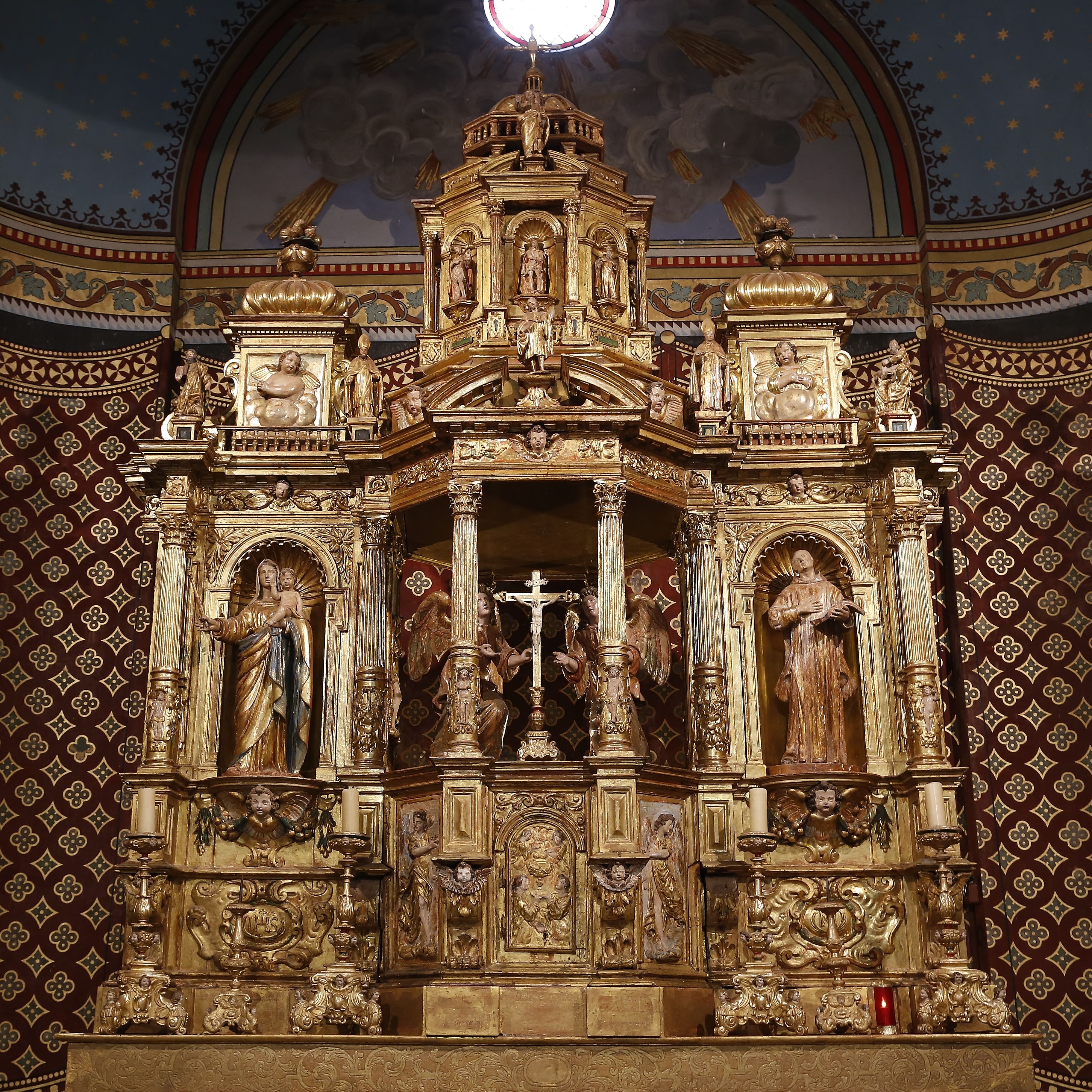
Le retable des Chartreux (1611).
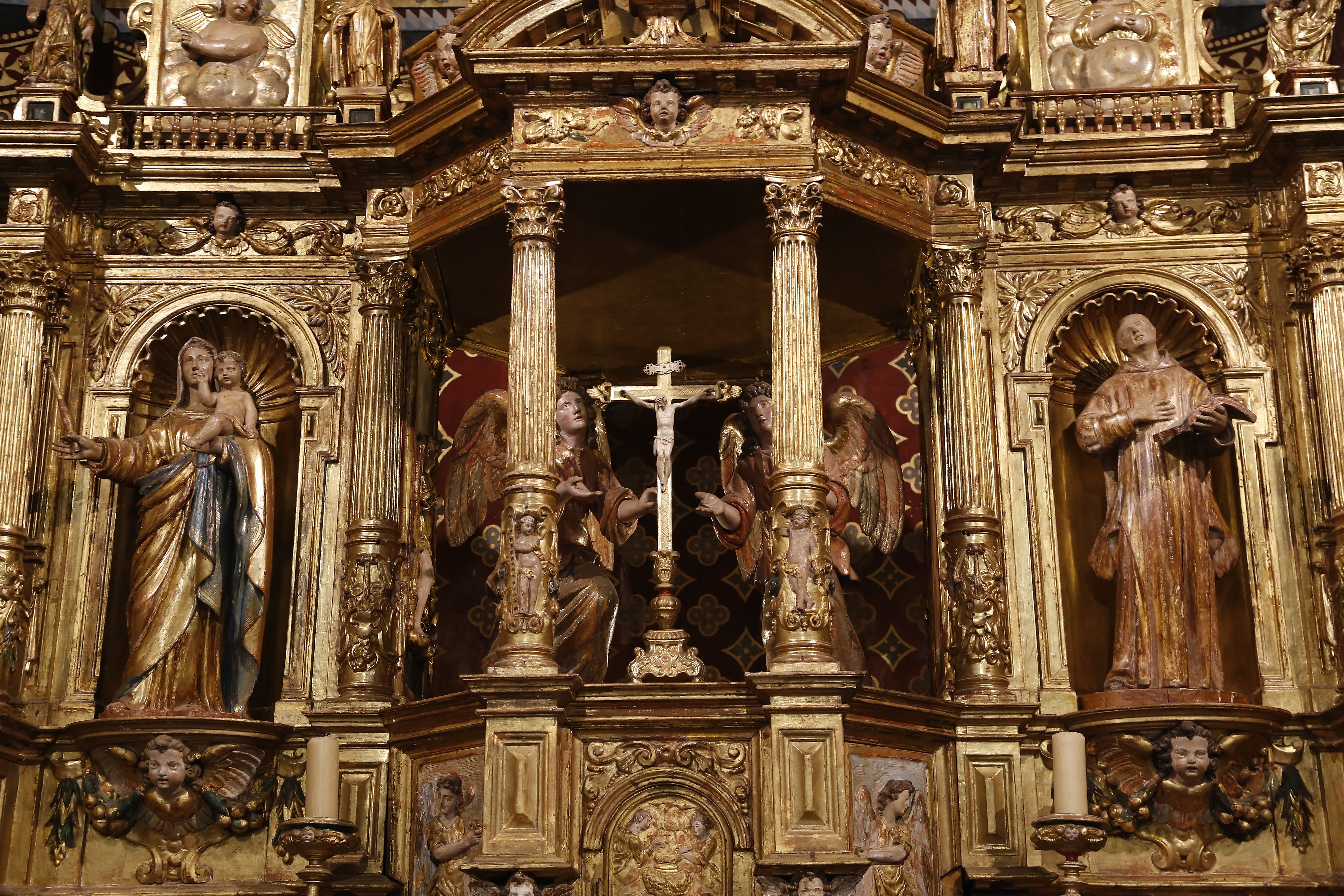
Détail.
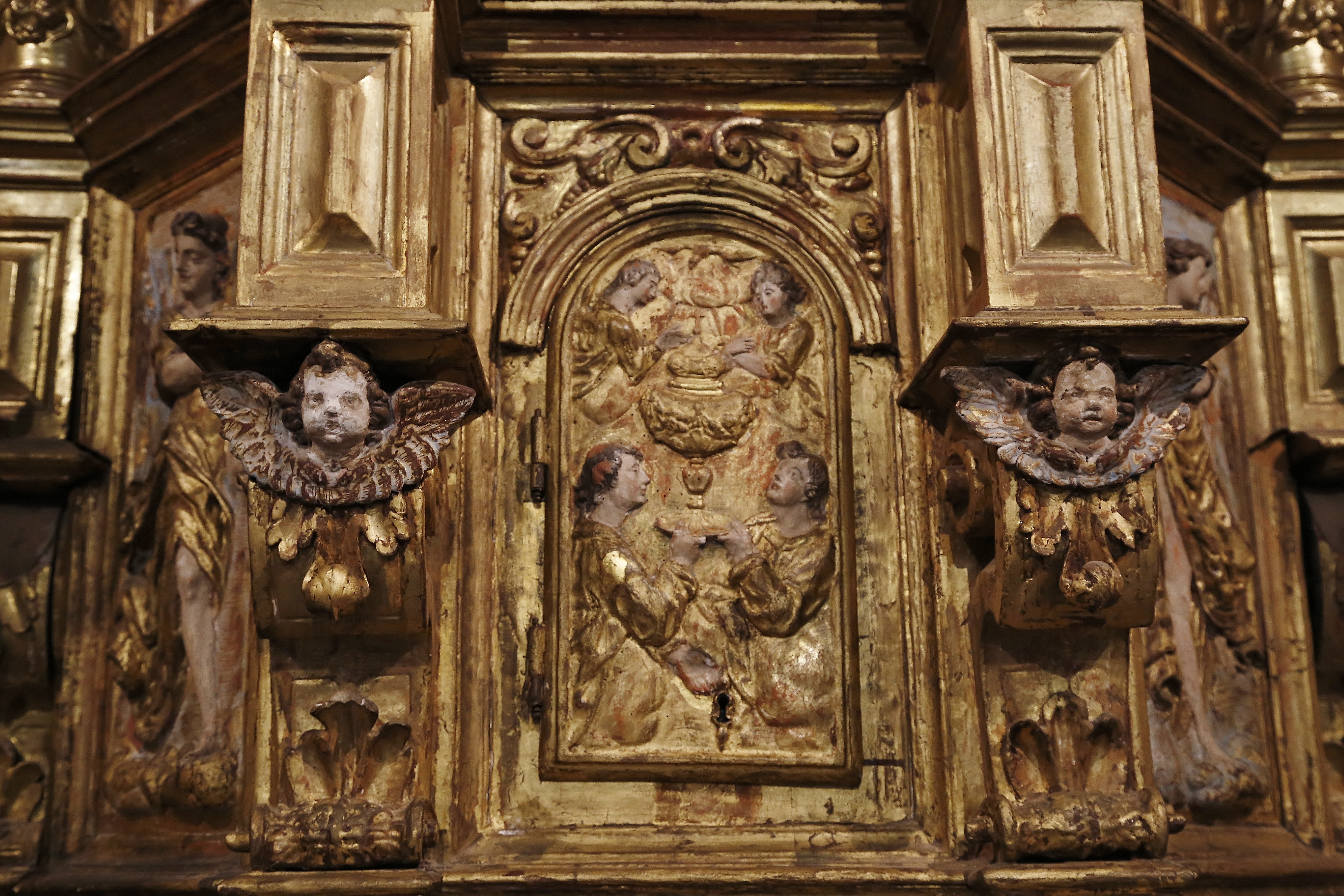
Détail.
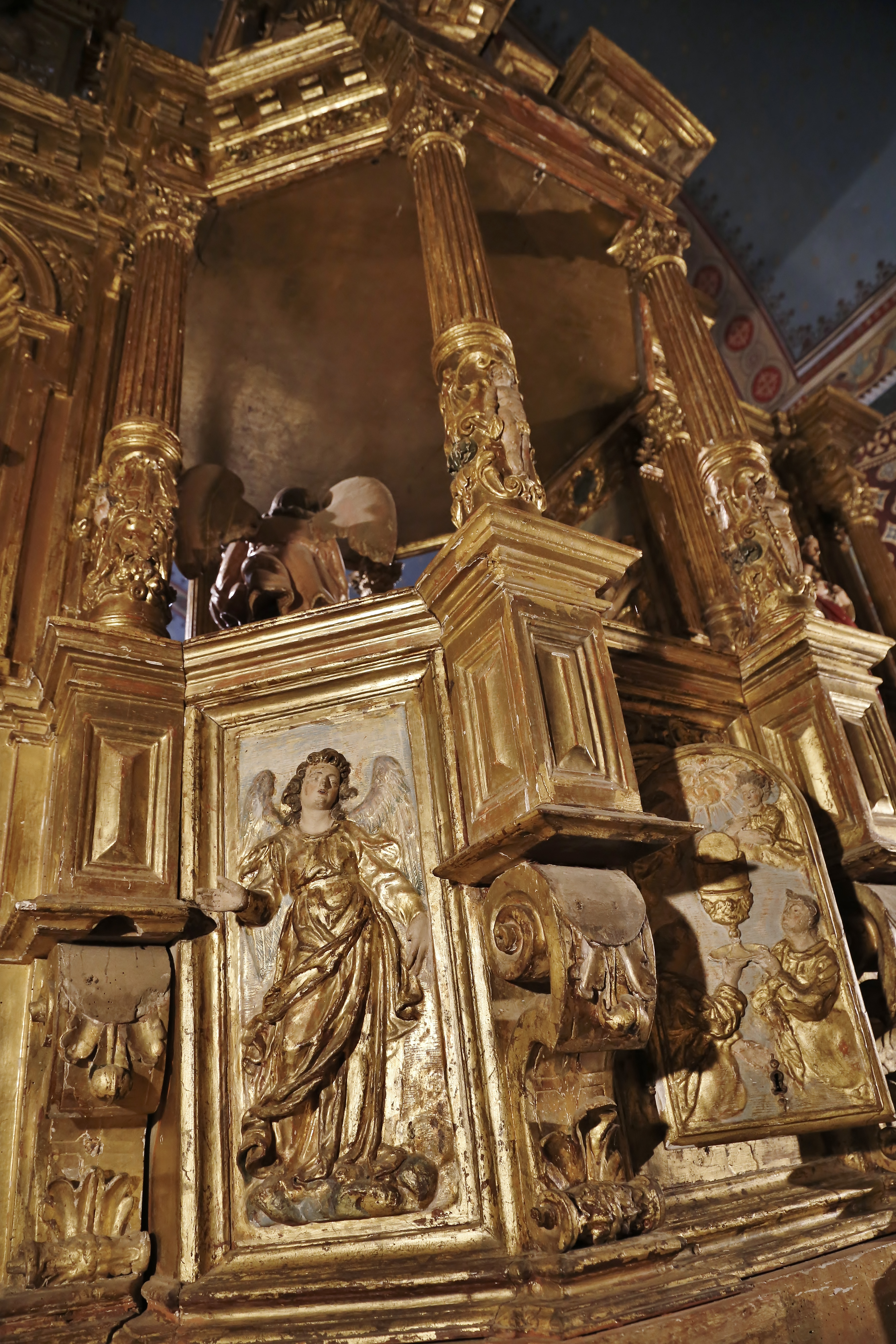
La face arrière.

## Politique et administration

### Administration municipale
Le nombre d'habitants au recensement de 2017 étant compris entre 3 500 habitants et 4 999 habitants, le nombre de membres du conseil municipal pour l'élection de 2020 est de vingt-sept,.

### Rattachements administratifs et électoraux
Commune faisant partie de la neuvième circonscription de la Haute-Garonne, de la communauté d'agglomération du Muretain et du canton de Portet-sur-Garonne.

### Liste des maires
| Période                                  | Période      | Identité          | Étiquette | Qualité                                                           |
| ---------------------------------------- | ------------ | ----------------- | --------- | ----------------------------------------------------------------- |
| Les données manquantes sont à compléter. |              |                   |           |                                                                   |
| ?                                        | ?            | Dominique Prévost |           |                                                                   |
| ?                                        | ?            | Adrien Brunet     |           |                                                                   |
| 1977                                     | mars 1983    | Jean Suquet       |           |                                                                   |
| mars 1983                                | octobre 1996 | Guy Négrail       | DVG       | Démissionnaire                                                    |
| octobre 1996                             | juillet 2020 | Michel Pérez      | PS        | Chef d'entreprise retraité 8e vice-président de la CA du Muretain |
| juillet 2020                             | En cours     | Michel Capdecomme | DVD       | Chef de projets recherche et développement                        |

## Population et société

### Démographie
L'évolution du nombre d'habitants est connue à travers les recensements de la population effectués dans la commune depuis 1793. Pour les communes de moins de 10 000 habitants, une enquête de recensement portant sur toute la population est réalisée tous les cinq ans, les populations de référence des années intermédiaires étant quant à elles estimées par interpolation ou extrapolation. Pour la commune, le premier recensement exhaustif entrant dans le cadre du nouveau dispositif a été réalisé en 2005.

En 2022, la commune comptait 4 292 habitants, en évolution de +4,61 % par rapport à 2016 (Haute-Garonne : +8,02 %, France hors Mayotte : +2,11 %).
| 1793 | 1800 | 1806 | 1821 | 1831 | 1836 | 1841 | 1846 | 1851 |
| ---- | ---- | ---- | ---- | ---- | ---- | ---- | ---- | ---- |
| 150  | 154  | 186  | 275  | 178  | 221  | 204  | 189  | 201  |

| 1856 | 1861 | 1866 | 1872 | 1876 | 1881 | 1886 | 1891 | 1896 |
| ---- | ---- | ---- | ---- | ---- | ---- | ---- | ---- | ---- |
| 195  | 161  | 161  | 144  | 140  | 126  | 124  | 133  | 140  |

| 1901 | 1906 | 1911 | 1921 | 1926 | 1931 | 1936 | 1946 | 1954 |
| ---- | ---- | ---- | ---- | ---- | ---- | ---- | ---- | ---- |
| 136  | 134  | 130  | 117  | 125  | 129  | 119  | 136  | 168  |

| 1962 | 1968 | 1975 | 1982  | 1990  | 1999  | 2005  | 2006  | 2010  |
| ---- | ---- | ---- | ----- | ----- | ----- | ----- | ----- | ----- |
| 185  | 234  | 493  | 2 200 | 2 801 | 3 285 | 3 416 | 3 441 | 3 612 |

| 2015  | 2020  | 2022  | - | - | - | - | - | - |
| ----- | ----- | ----- | - | - | - | - | - | - |
| 4 176 | 4 294 | 4 292 | - | - | - | - | - | - |

| selon la population municipale des années : | 1968 | 1975 | 1982 | 1990 | 1999 | 2006 | 2009 | 2013 |
| Rang de la commune dans le département      | 284  | 145  | 47   | 49   | 46   | 54   | 57   | 55   |
| Nombre de communes du département           | 592  | 582  | 586  | 588  | 588  | 588  | 589  | 589  |

### Enseignement
Roquettes fait partie de l'académie de Toulouse.
L'éducation est assurée sur la commune par le groupe scolaire,(école maternelle et école élémentaire).

### Culture

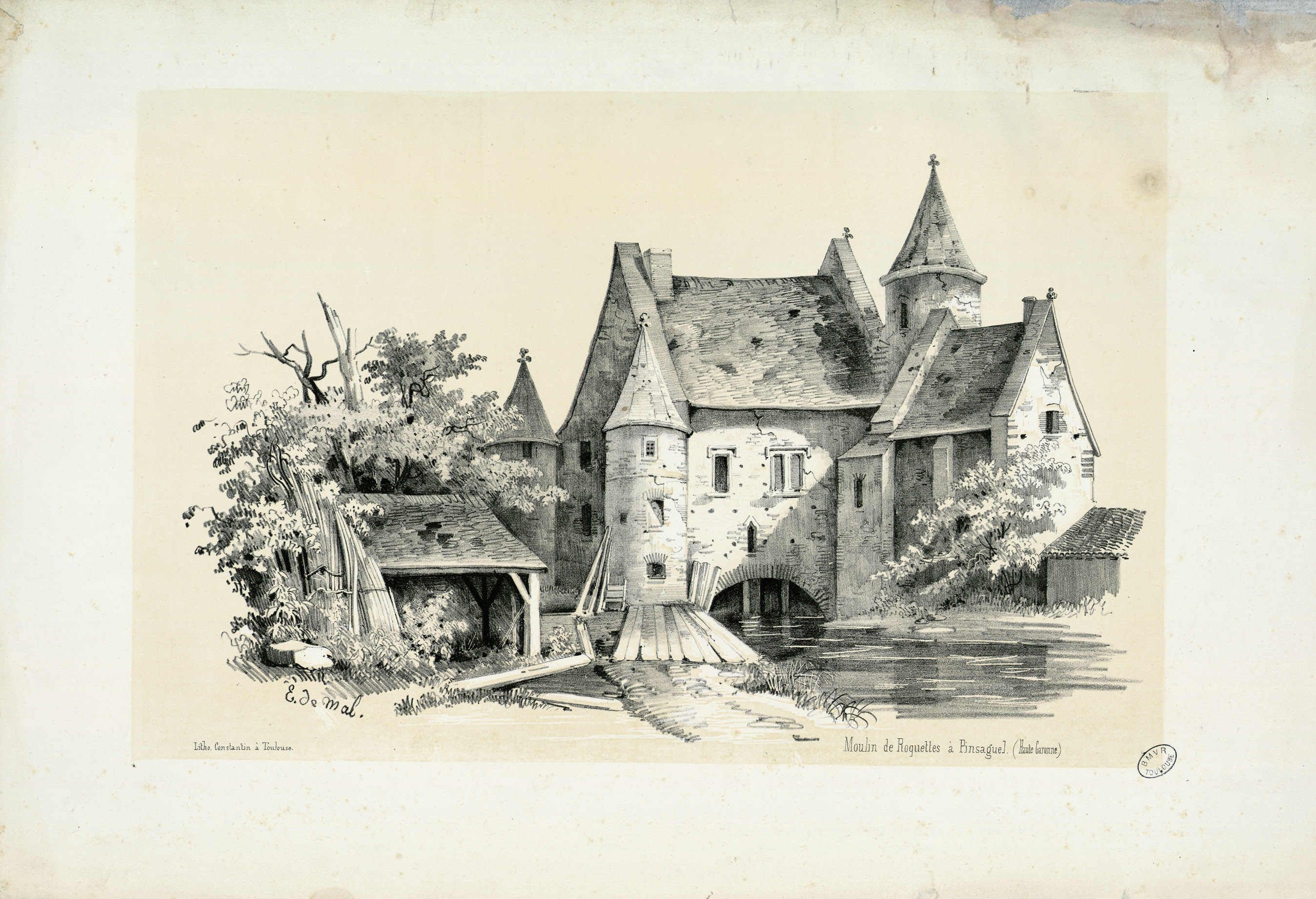
Moulin de Roquettes, par Eugène de Malbos, lithographie vers 1840

Roquettes fait preuve depuis longtemps d'une politique culturelle dynamique et ambitieuse pour un village de sa taille.
Les évènements culturels emblématiques récurrents sont :
- Le Marché de Potiers de Roquettes : marché de céramistes, qui se démarque par la présence d'un espace culturel consacré pour une part à l'histoire de la céramique et à ses différentes techniques et pour une autre part aux ateliers manuels destinés aux enfants. Le marché accueille chaque année une quarantaine d'exposants venant de tout le sud de la France, parfois de l'étranger. Le marché de potiers de Roquettes fête sa 20e édition en 2015. Il se déroule traditionnellement au mois de Novembre.
- Le Festival de Cultures du monde UNITERRE : lancé en 2015, il regroupe de nombreuses animations (expositions, concerts, conférences, ateliers...) autour d'une thématique culturelle focalisée sur une région du monde (l'Afrique Noire pour la première édition, en 2015). Le festival se déroule annuellement sur les mois de février, mars et avril.
- Le Festival d'astronomie ASTR'ROQUETTES : lancé en 2012, cet évènement bi-annuel est destiné au grand public et tend à faire découvrir aux non connaisseurs les domaines scientifiques liés aux sciences de l'Univers, notamment par l'initiation à l'observation astronomique nocturne et diurne. L'ensemble des animations proposées dans le cadre du festival est accessible à tous ages et gratuit. Le festival a lieu généralement fin Septembre les années paires.
- Médiathèque, centre socioculturel.

### Activités sportives
Depuis trois décennies, roquettes accueille le Vélo Club Roquettois, créé par feu Alain Dauriac, président passionné et investi pour tous dans son village. 
Roquettes possède un club de basketball: le BCR (Basket Club Roquettes), de football: le FCR (Foot Club Roquettes) et de rugby à XV : le Sporting Club, d'Aïkido, de cyclotourisme, de gymnastique, de judo, de musculation, de pétanque, de tennis.

### Écologie et recyclage
La collecte et le traitement des déchets des ménages et des déchets assimilés ainsi que la protection et la mise en valeur de l'environnement se font dans le cadre de la communauté d'agglomération du Muretain.

## Économie

### Revenus
En 2018  (données Insee publiées en septembre 2021), la commune compte 1 842 ménages fiscaux, regroupant 4 376 personnes. La médiane du revenu disponible par unité de consommation est de 24 610 € (23 140 € dans le département). 62 % des ménages fiscaux sont imposés (55,3 % dans le département).

### Emploi
|                | 2008  | 2013  | 2018  |
| -------------- | ----- | ----- | ----- |
| Commune        | 5,8 % | 7,5 % | 6,8 % |
| Département    | 7,7 % | 9,6 % | 9,3 % |
| France entière | 8,3 % | 10 %  | 10 %  |

En 2018, la population âgée de 15 à 64 ans s'élève à 2 392 personnes, parmi lesquelles on compte 80,1 % d'actifs (73,3 % ayant un emploi et 6,8 % de chômeurs) et 19,9 % d'inactifs,. Depuis 2008, le taux de chômage communal (au sens du recensement) des 15-64 ans est inférieur à celui de la France et du département.
La commune fait partie de la couronne de l'aire d'attraction de Toulouse, du fait qu'au moins 15 % des actifs travaillent dans le pôle,. Elle compte 379 emplois en 2018, contre 447 en 2013 et 328 en 2008. Le nombre d'actifs ayant un emploi résidant dans la commune est de 1 783, soit un indicateur de concentration d'emploi de 21,3 % et un taux d'activité parmi les 15 ans ou plus de 57,5 %.
Sur ces 1 783 actifs de 15 ans ou plus ayant un emploi, 185 travaillent dans la commune, soit 10 % des habitants. Pour se rendre au travail, 87,6 % des habitants utilisent un véhicule personnel ou de fonction à quatre roues, 3,1 % les transports en commun, 6,7 % s'y rendent en deux-roues, à vélo ou à pied et 2,6 % n'ont pas besoin de transport (travail au domicile).

### Activités hors agriculture

#### Secteurs d'activités
253 établissements sont implantés  à Roquettes au 31 décembre 2019. Le tableau ci-dessous en détaille le nombre par secteur d'activité et compare les ratios avec ceux du département,.
| Secteur d'activité                                                                                        | Commune | Commune | Département |
| Secteur d'activité                                                                                        | Nombre  | %       | %           |
| --- | ------- | ------- | ----------- |
| Ensemble                                                                                                  | 253     | 100 %   | (100 %)     |
| Industrie manufacturière, industries extractives et autres                                                | 9       | 3,6 %   | (5,7 %)     |
| Construction                                                                                              | 34      | 13,4 %  | (12 %)      |
| Commerce de gros et de détail, transports, hébergement et restauration                                    | 59      | 23,3 %  | (25,9 %)    |
| Information et communication                                                                              | 8       | 3,2 %   | (4,1 %)     |
| Activités financières et d'assurance                                                                      | 5       | 2 %     | (3,8 %)     |
| Activités immobilières                                                                                    | 8       | 3,2 %   | (4,2 %)     |
| Activités spécialisées, scientifiques et techniques et activités de services administratifs et de soutien | 51      | 20,2 %  | (19,8 %)    |
| Administration publique, enseignement, santé humaine et action sociale                                    | 48      | 19 %    | (16,6 %)    |
| Autres activités de services                                                                              | 31      | 12,3 %  | (7,9 %)     |

Le secteur du commerce de gros et de détail, des transports, de l'hébergement et de la restauration est prépondérant sur la commune puisqu'il représente 23,3 % du nombre total d'établissements de la commune (59 sur les 253 entreprises implantées  à Roquettes), contre 25,9 % au niveau départemental.

#### Entreprises et commerces
Les cinq entreprises ayant leur siège social sur le territoire communal qui génèrent le plus de chiffre d'affaires en 2020 sont : 
- Societe Garage Bouscatel, entretien et réparation de véhicules automobiles légers (8 639 k€) ;
- SARL Mendes Da Silva, autres travaux de finition (2 014 k€) ;
- La Fabrique Du Chateau, boulangerie et boulangerie-pâtisserie (571 k€) ;
- Fernandes Fils, travaux de maçonnerie générale et gros œuvre de bâtiment (311 k€) ;
- R-Groupe Genie Climatique, travaux d'installation d'équipements thermiques et de climatisation (279 k€).

### Agriculture
|               | 1988 | 2000 | 2010 | 2020 |
| ------------- | ---- | ---- | ---- | ---- |
| Exploitations | 5    | 2    | 1    | 1    |
| SAU (ha)      | 240  | 80   | 69   | 67   |

La commune est dans « les Vallées », une petite région agricole consacrée à la polyculture sur les plaines et terrasses alluviales qui s’étendent de part et d’autre des sillons marqués par la Garonne et l’Ariège. En 2020, l'orientation technico-économique de l'agriculture  sur la commune est la culture de céréales et/ou d'oléoprotéagineuses. Une seule  exploitation agricole ayant son siège dans la commune est recensée lors du recensement agricole de 2020 (cinq en 1988). La superficie agricole utilisée est de 67 ha,,.

## Culture locale et patrimoine

### Héraldique, logotype et devise
| Blason de Roquettes | Blason  | D'or à l'arbre de sinople au lévrier de sable, colleté d'argent passant et brochant sur le fût de l'arbre; au chef ondé d'azur chargé d'un roc d'échiquier d'or accosté de deux roues de moulin du même remplies de gueules. |
| Blason de Roquettes | Détails | Le statut officiel du blason reste à déterminer. |

Le logo appartenant à la nouvelle charte graphique de la Mairie de Roquettes a été présenté en janvier 2015.
Il reprend comme éléments graphiques la croix occitane, marquant l'appartenance de Roquettes au Pays Toulousain et à son histoire, ainsi que les branches d'ormeau, héritées du blason historique, et marquant le caractère rural de la commune. Les trois couleurs vert, bleu et ocre évoquent respectivement la nature, la Garonne qui borde le village, et la brique de Toulouse qui est l'élément principal de construction des bâtiments emblématiques de la commune.
La devise de la commune, figurant sur l'héraldique exposée en salle des mariages de la Mairie, est :
"Entre Ariège et Garonne, tu étonnes !"

### Lieux et monuments

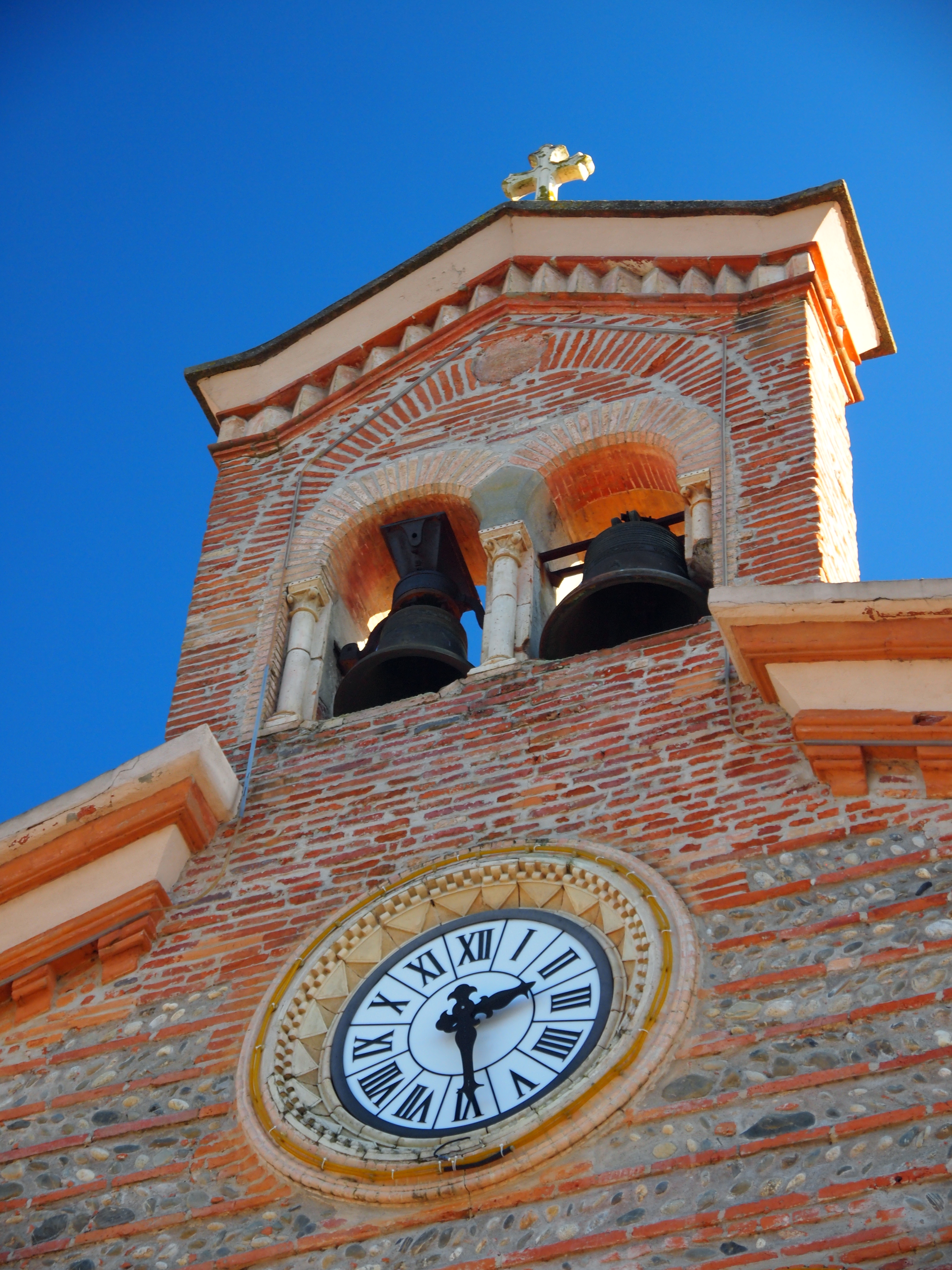
Clocher de l'église Saint Bruno

- Église Saint-Bruno, son retable date du XVIIe siècle. Lors de la restauration du chœur de l'église Saint-Pierre des Chartreux de Toulouse en 1780, le retable fut transféré à l'église Saint-Bruno[53].
- Le Château Roquette - Il est devenu le Centre socio-culturel François Mitterrand
- Ancien moulin
- Espace Jean-Ferrat (salle de concert et maison de la petite enfance)
- Médiathèque de Roquettes (ouverture en 2016)
- Musée du foie gras (à la ferme de Beaucru)

### Personnalités liées à la commune
- Joseph Saturnin de Peytes, seigneur de Montcabrier (1741-1819), contre-amiral, y est inhumé.

## Pour approfondir